# Culex delys
Culex delys är en tvåvingeart som beskrevs av Howard, Dyar och Frederick Knab 1915. Culex delys ingår i släktet Culex och familjen stickmyggor.
Artens utbredningsområde är Panama. Inga underarter finns listade i Catalogue of Life.